# 끄랄란

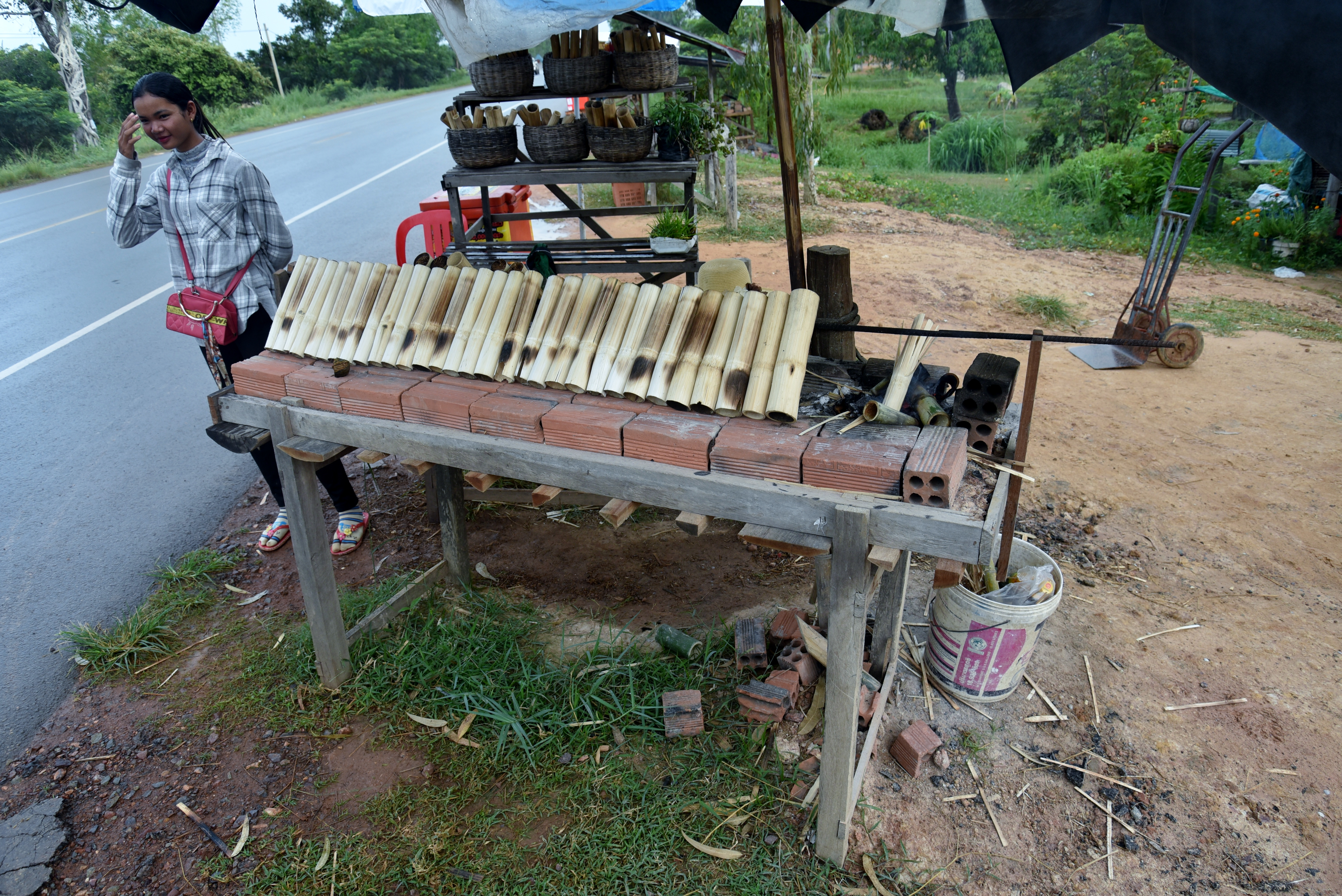
끄랄란

끄랄란(크메르어: ក្រឡាន)은 캄보디아의 쌀 요리이다. 대나무 통에 넣어 지은 찹쌀밥으로, 찹쌀과 콩류, 코코넛 밀크, 코코넛 과육, 야자당을 대나무 통에 넣고 직화구이한 음식이다. 쪼울 츠남 트머이(설날)에 먹는 명절 음식이기도 하며, 과거에는 크메르 제국의 군용 전투 식량으로 쓰이기도 했다.

## 같이 보기
- 껌 람
- 르망
- 대통밥
- 숭아 피타
- 카오 람